# Trichoncoides piscator
Trichoncoides piscator är en spindelart som först beskrevs av Simon 1884.  Trichoncoides piscator ingår i släktet Trichoncoides och familjen täckvävarspindlar. Inga underarter finns listade i Catalogue of Life.